# Сезон ФК «Дніпро» (Дніпропетровськ) 2014—2015
Сезон ФК «Дніпро» Дніпропетровськ 2014—2015 — 24-ий сезон футбольного клубу «Дніпро» у футбольних змаганнях України.

## Головні події

### Червень 2014
- 13.06.2014:"Дніпро" продав Джуліано в «Греміо».[1]
- 20.06.2014:"Дніпро" розпочав підготовку до сезону в Винниках.[2]
- 25.06.2014:"Дніпро" провів перший контрольний матч — з чемпіоном Львівської області винниківським «Рухом», вигравши з рахунком 7:0.[3]
- 27.06.2014:"Дніпро" придбав футболіста «Чорноморця» Лео Матоса.[4]
- 28.06.2014:"Дніпро" підписав повноцінний контракт з воротарем Денисом Бойком.[5]

### Липень 2014
- 01.07.2014:Завершився перший збір «Дніпра».[6]
- 03.07.2014:Футболіст «Дніпра» Євген Коноплянка визнаний найкращим гравцем УПЛ 2013—2014 за версією Прем'єр-Ліги.[7]
- 04.07.2014:Почався другий збір «Дніпра», який пройде в Німеччині та Нідерландах.[8]
- 18.07.2014:Став відомим суперник «Дніпра» в 3 кваліфай-раунді ЛЧ — данський «Копенгаген».[9].
 Також «Дніпро» завершив другий збір.[10]
- 21.07.2014:На Дніпро-Арені завершилося укладання нового газону.[11]
- 23.07.2014:Рішенням УЄФА матч «Дніпро»-«Копенгаген» перенесений з Дніпропетровська до Києва.[12] Другим новачком «Дніпра» став захисник Володимир Польовий.[13]
- 25.07.2014:У стартовому матчі першого туру Чемпіонату України «Дніпро» переграв на виїзді донецький «Металург» 2:0.[14]
- 30.07.2014:"Дніпро" дебютував у Лізі Чемпіонів домашньою нульовою нічиєю з віце-чемпіоном Данії «Копенгагеном».[15]

### Серпень 2014
- 02.08.2014:У другому турі Чемпіонату України «Дніпро» здолав в гостях луцьку «Волинь» 1:0.[16]
- 06.08.2014:"Дніпро" у другому матчі 3 раунду ЛЧ поступився «Копенгагену» з рахунком 0:2 і вилетів у Лігу Європи.[17]
- 08.08.2014:"Дніпро" дізнався ім'я свого суперника в раунді плей-оф ЛЄ — ним став «Хайдук» (Спліт).[18]
- 10.08.2014:В третьому турі Чемпіонату України «Дніпро» вщент розгромив львівські «Карпати» — 4:0.[19]
- 13.08.2014:Суперником «Дніпра» в 1/16 фіналу Кубка України стала чернігівська «Десна».[20]
- 15.08.2014:В четвертому турі Чемпіонату України «Дніпро» на виїзді переміг запорозький «Металург» — 1:0.[21]
- 20.08.2014:В першому матчі раунду плей-оф Ліги Європи «Дніпро» здолав сплітський «Хайдук» — 2:1.[22]
- 23.08.2014:В 1/16 фіналу Кубка України «Дніпро» переграв чернігівську «Десну» — 1:0.[23]
- 28.08.2014:В другому матчі раунду плей-оф Ліги Європи «Дніпро» втримав нічию з «Хайдуком» — 0:0 — і вийшов у груповий етап ЛЄ.[24]
- 29.08.2014:В груповому етапі ЛЄ «Дніпро» потрапив до групи F і зіграє з італійським «Інтером», французьким «Сент-Етьєном» і азербайджанським «Карабахом».[25]
- 31.08.2014:В п'ятому турі Чемпіонату України «Дніпро» вдома не зміг переграти полтавську «Ворсклу» — 1:1.[26]

### Вересень 2014
- 13.09.2014:В шостому турі Чемпіонату України «Дніпро» на виїзді у надпринциповому протистоянні знищив харківський «Металіст» — 5:2.[27]
- 18.09.2014:В першому матчі групового етапу ЛЄ «Дніпро» зазнав вдома мінімальної поразки від італійського «Інтера» — 0:1.[28]
- 22.09.2014:В сьомому турі Чемпіонату України «Дніпро» вдома ущент розбив дебютанта ліги донецький «Олімпік» — 5:0.[29]
- 27.09.2014:В першому матчі 1/8 фіналу Кубка України «Дніпро» на виїзді програв луцькій «Волині» — 0:1.[30]

### Жовтень 2014
- 02.10.2014:В другому матчі групового етапу ЛЄ «Дніпро» у Франції зіграв внічию з «Сент-Етьєном» — 0:0.[31]
- 05.10.2014:В восьмому турі Чемпіонату України «Дніпро» мінімально переміг аутсайдера турніру маріупольський «Іллічівець» — 1:0.[32]
- 19.10.2014:В дев'ятому турі Чемпіонату України «Дніпро» вдома здобув вольову перемогу над одеським «Чорноморцем» — 2:1.[33]
- 23.10.2014:В третьому матчі групового етапу ЛЄ «Дніпро» вдома несподівано програв «Карабаху» — 0:1.[34]
- 27.10.2014:У матчі-відповіді 1/8 фіналу Кубка України «Дніпро» вдома впевнено розгромив луцьку «Волинь» — 4:0 — і вийшов до 1/4 фіналу Кубка.[35]
- 31.10.2014:"Дніпро" в 1/4 фіналу Кубка України зіграє з одеським «Чорноморцем».[36]

### Листопад 2014
- 02.11.2014:В одинадцятому турі Чемпіонату України «Дніпро» вдома розгромно програв київському «Динамо» — 0:3.[37]
- 06.11.2014:В четвертому матчі групового етапу ЛЄ «Дніпро» здобув виїзну перемогу над «Карабахом» — 2:1.[38]
- 09.11.2014:В дванадцятому турі Чемпіонату України «Дніпро» зіграв внічию з донецьким «Шахтарем» — 0:0.[39]
- 22.11.2014:В тринадцятому турі Чемпіонату України «Дніпро» вдома не зміг обіграти ужгородську «Говерлу» — 1:1.[40]
- 27.11.2014:В п'ятому матчі групового етапу ЛЄ «Дніпро» в Мілані поступився «Інтеру» — 1:2.[41]

### Грудень 2014
- 01.12.2014:В чотирнадцятому турі Чемпіонату України «Дніпро» вдома не зумів переграти донецький «Металург» — 1:1.[42]
- 06.12.2014:В перенесеному десятому турі Чемпіонату України «Дніпро» програв луганській «Зорі» — 1:2.[43]
- 11.12.2014:В останньому матчі групового етапу ЛЄ «Дніпро» здобув домашню перемогу над французьким «Сент-Етьєном» — 1:0 — і втретє поспіль вийшов у плей-оф Ліги Європи.[44]
- 15.12.2014:"Дніпро" дізнався ім'я свого суперника по стадії 1/16 фіналу ЛЄ — ним став чинний чемпіон Греції «Олімпіакос» (Пірей).[45]

### Січень 2015
- 11.01.2015:"Дніпро" оформив трансфери двох новачків — футболіста «Крузейро» Ежидіо (визнаного найкращим лівим захисником чемпіонату Бразилії) і динамівця Романа Безуса.[46]
- 11.01.2015:"Дніпро" розпочав перший збір, який пройде в ОАЕ.[47]
- 26.01.2015:"Дніпро" відправився на другий збір — до Іспанії.[48]

### Лютий 2015
- 09.02.2015:"Дніпро" підписав екс-захисника «Шахтаря» і «Барселони» Дмитра Чигринського.[49]
- 10.02.2015:Почався третій і останній збір «Дніпра» — в Туреччині.[50]
- 19.02.2015:В першому матчі 1/16 фіналу ЛЄ «Дніпро» впевнено переміг грецький «Олімпіакос» — 2:0.[51]
- 26.02.2015:В другому матчі 1/16 фіналу ЛЄ «Дніпро» зіграв унічию з «Олімпіакосом» (2:2), оформивши історичне досягнення — вихід до другого весняного раунду плей-офу єврокубків (1/8 ЛЄ).[52]
- 27.02.2015:Суперником «Дніпра» на стадії 1/8 фіналу ЛЄ став чинний чемпіон Нідерландів «Аякс» (Амстердам).[53] «Дніпро» взяв в оренду півзахисника «Карпат» Павла Ксьонза.[54]

### Березень 2015
- 01.03.2015:В п'ятнадцятому турі Чемпіонату України «Дніпро» вдома вщент розтрощив луцьку «Волинь» — 5:0.[55]
- 03.03.2015:"Дніпро" підписав трьохрічний контракт з екс-захисником «Металіста» Папою Гує.[56] Перший матч 1/4 фіналу Кубку України «Чорноморець»-«Дніпро» перенесено на невизначений термін.[57]
- 08.03.2015:В шістнадцятому турі Чемпіонату України «Дніпро» на виїзді переграв львівські «Карпати» — 1:0.[58]
- 12.03.2015:В першому матчі 1/8 фіналу ЛЄ «Дніпро» переміг голландський «Аякс» — 1:0.[59]
- 15.03.2015:В сімнадцятому турі Чемпіонату України «Дніпро» здобув домашню перемогу над запорізьким «Металургом» — 1:0.[60]
- 19.03.2015:В матчі-відповіді 1/8 фіналу ЛЄ «Дніпро» програв «Аяксу» 1:2, але вийшов до 1/4 фіналу ЛЄ за правилом виїзного голу.[61]
- 20.03.2015:Суперником «Дніпра» на стадії 1/4 фіналу ЛЄ став бельгійський «Брюгге».[62]

### Квітень 2015
- 01.04.2015:В першому матчі 1/4 фіналу Кубку України «Дніпро» розгромив у гостях одеський «Чорноморець» — 4:0.[63]
- 04.04.2015:У вісімнадцятому турі Чемпіонату України «Дніпро» впевнено переміг на виїзді полтавську «Ворсклу» — 3:1.[64]
- 08.04.2015:В другому матчі 1/4 фіналу Кубку України «Дніпро» вдома здолав «Чорноморець» — 1:0 — і легко вийшов до півфіналу Кубка України.[65]
- 09.04.2015:В 1/2 фіналу Кубка України «Дніпро» зіграє з донецьким «Шахтарем».[66]
- 11.04.2015:У дев'ятнадцятому турі Чемпіонату України «Дніпро» не зміг вдома переграти харківський «Металіст» — 0:0.[67]
- 16.04.2015:В першому матчі 1/4 фіналу ЛЄ «Дніпро» на виїзді зіграв унічию з бельгійським «Брюгге» — 0:0.[68]
- 19.04.2015:У двадцятому турі Чемпіонату України «Дніпро» в гостях знищив донецький «Олімпік» — 5:0.[69]
- 23.04.2015:В другому матчі 1/4 фіналу ЛЄ «Дніпро» вдома переміг «Брюгге» — 1:0 — і вийшов до півфіналу Ліги Європи, встановивши нове історичне досягнення клубу.[70]
- 24.04.2015:Суперником «Дніпра» у півфіналі ЛЄ став італійський «Наполі».[71]
- 26.04.2015:У двадцять першому турі Чемпіонату України «Дніпро» вдома мінімально обіграв маріупольський «Іллічівець» — 1:0.[72]
- 29.04.2015:В першому матчі 1/2 фіналу Кубку України «Дніпро» на власному полі поступився донецькому «Шахтарю» — 0:1.[73]

### Травень 2015
- 03.05.2015:У двадцять другому турі Чемпіонату України «Дніпро» формально на виїзді, але фактично вдома розгромив одеський «Чорноморець» з рахунком 3:0.[74] Форвард «Дніпра» Євген Селезньов забив свій сотий гол у Чемпіонатах України, увійшовши до так званого «клубу Сергія Реброва».[75]
- 07.05.2015:В першому матчі 1/2 фіналу ЛЄ «Дніпро» зумів вирвати нічию в гостях у протистоянні з італійським «Наполі» — 1:1.[76]
- 10.05.2015:У двадцять третьому турі Чемпіонату України «Дніпро» вдома програв луганській «Зорі» — 0:2.[77]
- 14.05.2015:В другому матчі 1/2 фіналу ЛЄ «Дніпро» переміг вдома «Наполі» — 1:0 — і сенсаційно вийшов до фіналу Ліги Європи! Суперником дніпропетровського клубу буде чинний володар трофею іспанська «Севілья».[78]

## Склад команди
| №               | Гравець            | Клуб (у якому грав до «Дніпра») | Дата народження   | Вік      | Ігор     | Голів    |          |
| Воротарі        | Воротарі           | Воротарі                        | Воротарі          | Воротарі | Воротарі | Воротарі | Воротарі |
| --------------- | ------------------ | ------------------------------- | ----------------- | -------- | -------- | -------- | -------- |
| 1               | Олексій Баштаненко | -                               | 16 березня 1994   | 31       | 0        | 0        |          |
| 16              | Ян Лаштувка        | «Шахтар»                        | 7 липня 1982      | 42       | 95       | -80      |          |
| 71              | Денис Бойко        | «Динамо»                        | 29 січня 1988     | 37       | 77       | -64      |          |
| 77              | Денис Шеліхов      | «Волинь» (вихованець «Дніпра»)  | 23 червня 1989    | 35       | 6        | -5       |          |
| Захисники       |                    |                                 |                   |          |          |          |          |
| 2               | Александру Влад    | «Пандурій»                      | 6 грудня 1989     | 35       | 22       | 0        |          |
| 3               | Ондржей Мазух      | «Андерлехт»                     | 15 березня 1989   | 36       | 94       | 0        |          |
| 5               | Віталій Мандзюк    | «Динамо»                        | 24 січня 1986     | 39       | 117      | 3        |          |
| 12              | Лео Матос          | «Чорноморець»                   | 2 травня 1986     | 38       | 20       | 0        |          |
| 14              | Євген Чеберячко    | ФК «Харків»                     | 19 червня 1983    | 41       | 196      | 5        |          |
| 23              | Дуглас             | «Васко да Гама»                 | 4 квітня 1990     | 34       | 64       | 1        |          |
| 24              | Валерій Лучкевич   | «Металург»(З)                   | 11 січня 1996     | 29       | 24       | 1        |          |
| 39              | Олександр Сваток   | «Волинь» (вихованець «Дніпра»)  | 27 вересня 1994   | 30       | 5        | 0        |          |
| 44              | Артем Федецький    | «Шахтар»                        | 26 квітня 1985    | 39       | 88       | 7        |          |
| 90              | Олександр Мігунов  | —                               | 13 квітня 1994    | 30       | 4        | 0        |          |
| Півзахисники    |                    |                                 |                   |          |          |          |          |
| 4               | Сергій Кравченко   | «Динамо»                        | 24 квітня 1983    | 41       | 135      | 11       |          |
| 6               | Джаба Канкава      | «Кривбас»                       | 18 березня 1986   | 38       | 129      | 5        |          |
| 10              | Євген Коноплянка   | —                               | 29 вересня 1989   | 35       | 208      | 45       |          |
| 20              | Бруну Гама         | «Депортиво» Ла-Корунья          | 15 листопада 1987 | 37       | 61       | 8        |          |
| 21              | Младен Бартулович  | «Карпати»                       | 5 жовтня 1986     | 38       | 52       | 1        |          |
| 25              | Валерій Федорчук   | «Волинь»                        | 5 жовтня 1988     | 36       | 26       | 0        |          |
| 28              | Євген Шахов        | «Арсенал» (вихованець «Дніпра») | 30 листопада 1990 | 34       | 111      | 12       |          |
| 29              | Руслан Ротань      | «Динамо» (вихованець «Дніпра»)  | 29 жовтня 1981    | 43       | 360      | 34       |          |
| 97              | Андрій Блізніченко | —                               | 24 липня 1994     | 30       | 9        | 3        |          |
| Нападники       |                    |                                 |                   |          |          |          |          |
| 9               | Никола Калинич     | «Блекберн Роверз»               | 5 січня 1988      | 37       | 118      | 44       |          |
| 11              | Євген Селезньов    | «Шахтар»                        | 20 липня 1985     | 39       | 167      | 75       |          |
| 18              | Роман Зозуля       | «Динамо»                        | 17 листопада 1989 | 35       | 111      | 28       |          |
| 99              | Матеус             | «Спортінг»                      | 15 січня 1983     | 42       | 116      | 35       |          |
| Головний тренер |                    |                                 |                   |          |          |          |          |
|                 | Мирон Маркевич     |                                 | 1 лютого 1951     | 74       |          |          |          |
|                 |                    |                                 |                   |          |          |          |          |

### Зміни складу
Прийшли:
| №            | Гравець              | Клуб (у якому грав) | Дата народження  | Вік       | Ігор      | Голів     |           |
| Захисники    | Захисники            | Захисники           | Захисники        | Захисники | Захисники | Захисники | Захисники |
| ------------ | -------------------- | ------------------- | ---------------- | --------- | --------- | --------- | --------- |
| 6            | Ежидіо               | «Крузейро»          | 16 червня 1986   | 38        | 5         | 0         |           |
| 30           | Папа Гує**           | «Металіст»          | 7 червня 1984    | 40        | 9         | 0         |           |
| 15           | Дмитро Чигринський** | «Шахтар»            | 7 листопада 1986 | 38        | 4         | 0         |           |
| Півзахисники |                      |                     |                  |           |           |           |           |
| 8            | Павло Ксьонз*        | «Карпати»           | 2 січня 1987     | 38        | 11        | 1         |           |
| 19           | Роман Безус          | «Динамо»            | 26 вересня 1990  | 34        | 17        | 1         |           |
|              |                      |                     |                  |           |           |           |           |

Залишили:
| №         | Гравець        | Клуб (у який пішов) | Дата народження | Вік       | Ігор      | Голів     |           |
| Захисники | Захисники      | Захисники           | Захисники       | Захисники | Захисники | Захисники | Захисники |
| --------- | -------------- | ------------------- | --------------- | --------- | --------- | --------- | --------- |
| 17        | Іван Стрініч** | «Наполі»            | 17 липня 1987   | 37        | 112       | 4         |           |
|           |                |                     |                 |           |           |           |           |

В оренді
| №            | Гравець                      | Клуб (у оренді)     | Дата народження | Вік      | Ігор     | Голів    |          |
| Воротарі     | Воротарі                     | Воротарі            | Воротарі        | Воротарі | Воротарі | Воротарі | Воротарі |
| ------------ | ---------------------------- | ------------------- | --------------- | -------- | -------- | -------- | -------- |
|              | Ігор Варцаба                 | «Нафтовик-Укрнафта» | 28 січня 1991   | 34       | 2        | -2       |          |
| Захисники    |                              |                     |                 |          |          |          |          |
| 14           | Володимир Польовий           | «Волинь»            | 28 липня 1985   | 39       | 3        | 0        |          |
| Півзахисники |                              |                     |                 |          |          |          |          |
| 6            | Бабенко Руслан Олександрович | «Волинь»            | 8 липня 1992    | 32       | 11       | 0        |          |
| 19           | Олександр Кобахідзе          | «Волинь»            | 11 лютого 1987  | 38       | 8        | 1        |          |
| 8            | Сергій Політило              | «Волинь»            | 9 січня 1989    | 36       | 29       | 0        |          |
|              |                              |                     |                 |          |          |          |          |

Примітка 1

Враховуються всі матчі й голи, проведені гравцями в Чемпіонаті України, Кубку України, Лізі Чемпіонів та Лізі Європи.
Примітка 2

Інформація про ігри та голи гравців поновлена 14 травня 2015 року.
Примітка 3

* В оренду. 

Примітка 4

** На правах вільного агента. 

Примітка 5

Склад основної, молодіжної та юнацької команд «Дніпра» наведений за офіційним сайтом станом на 4 березня 2015 року.

## Молодіжний склад команди («Дніпро» U-21)
| №               | Гравець                       | Клуб (у якому грав до «Дніпра») | Дата народження   | Вік      | Ігор     | Голів    |          |
| Воротарі        | Воротарі                      | Воротарі                        | Воротарі          | Воротарі | Воротарі | Воротарі | Воротарі |
| --------------- | ----------------------------- | ------------------------------- | ----------------- | -------- | -------- | -------- | -------- |
| -               | Кирило Кравченко              | -                               | 28 березня 1996   | 28       |          |          |          |
| -               | Данило Кучер                  | -                               | 25 січня 1997     | 28       |          |          |          |
| Захисники       |                               |                                 |                   |          |          |          |          |
| -               | Володимир Кіричук             | -                               | 28 лютого 1996    | 29       |          |          |          |
| -               | Олексій Ларін                 | -                               | 4 червня 1994     | 30       |          |          |          |
| -               | Дмитро Нагієв                 | -                               | 27 листопада 1995 | 29       |          |          |          |
| -               | Шаміль Турдиєв                | -                               | 26 травня 1995    | 29       |          |          |          |
| -               | Максим Лопирьонок             | -                               | 13 квітня 1995    | 29       |          |          |          |
| -               | Сергій Палюх                  | -                               | 2 січня 1996      | 29       |          |          |          |
| Півзахисники    |                               |                                 |                   |          |          |          |          |
| -               | Олександр Васильєв            | -                               | 27 квітня 1994    | 30       |          |          |          |
| 47              | Сергій Горбунов               | -                               | 14 березня 1994   | 31       |          |          |          |
| -               | Денис Костишин                | -                               | 31 серпня 1997    | 27       |          |          |          |
| 96              | Максим Третьяков              | -                               | 6 березня 1996    | 29       |          |          |          |
| -               | Юрій Вакулко                  | -                               | 10 листопада 1997 | 27       |          |          |          |
| -               | Дмитро Вергун                 | -                               | 12 червня 1996    | 28       |          |          |          |
| -               | Святослав Козловський         | -                               | 26 березня 1994   | 30       |          |          |          |
| -               | Владислав Кочергін            | -                               | 30 квітня 1996    | 28       |          |          |          |
| -               | Тарас Червонецький            | -                               | 11 червня 1995    | 29       |          |          |          |
| Нападники       |                               |                                 |                   |          |          |          |          |
|                 | Бохашвілі Євген Олександрович | «Волинь» (вихованець «Дніпра»)  | 5 січня 1993      | 32       |          |          |          |
| -               | Максим Саламаха               | -                               | 17 липня 1996     | 28       |          |          |          |
| -               | Денис Баланюк                 | -                               | 16 січня 1997     | 28       |          |          |          |
| Головний тренер |                               |                                 |                   |          |          |          |          |
|                 | Дмитро Михайленко             |                                 | 13 липня 1973     | 51       |          |          |          |
|                 |                               |                                 |                   |          |          |          |          |

## Юнацький склад команди («Дніпро» U-19)
| №               | Гравець               | Клуб (у якому грав до «Дніпра») | Дата народження | Вік      | Ігор     | Голів    |          |
| Воротарі        | Воротарі              | Воротарі                        | Воротарі        | Воротарі | Воротарі | Воротарі | Воротарі |
| --------------- | --------------------- | ------------------------------- | --------------- | -------- | -------- | -------- | -------- |
| -               | Андрій Шутько         | -                               |                 |          |          |          |          |
| -               | Кирило Злотар         | -                               |                 |          |          |          |          |
| Захисники       |                       |                                 |                 |          |          |          |          |
| -               | Максим Багінський     | -                               |                 |          |          |          |          |
| -               | Михайло Варен         | -                               |                 |          |          |          |          |
| -               | Станіслав Гудзь       | -                               |                 |          |          |          |          |
| -               | Данило Карась         | -                               |                 |          |          |          |          |
| -               | Артем Гнип            | -                               |                 |          |          |          |          |
| -               | Павло Бесараб         | -                               |                 |          |          |          |          |
| -               | Андрій Гусін          | -                               |                 |          |          |          |          |
| -               | Руслан Кошелєв        | -                               |                 |          |          |          |          |
| Півзахисники    |                       |                                 |                 |          |          |          |          |
| -               | Нуцу Арделян          | -                               |                 |          |          |          |          |
| -               | Ігор Когут            | -                               |                 |          |          |          |          |
| -               | Максим Луньов         | -                               |                 |          |          |          |          |
| -               | Владислав Михальчук   | -                               |                 |          |          |          |          |
| -               | Олександр Сніжко      | -                               |                 |          |          |          |          |
| -               | Олександр Усачьов     | -                               |                 |          |          |          |          |
| -               | Святослав Шаповалов   | -                               |                 |          |          |          |          |
| -               | Владислав Ключан      | -                               |                 |          |          |          |          |
| -               | Богдан Лєднєв         | -                               |                 |          |          |          |          |
| -               | Олександр Медведь     | -                               |                 |          |          |          |          |
| -               | Єгор Назаріна         | -                               |                 |          |          |          |          |
| -               | Ігор Сурник           | -                               |                 |          |          |          |          |
| -               | Євген Чеберко         | -                               |                 |          |          |          |          |
| -               | Михайло Штанкевич     | -                               |                 |          |          |          |          |
| Нападники       |                       |                                 |                 |          |          |          |          |
| -               | Джаба Фхакадзе        | -                               |                 |          |          |          |          |
| -               | Віталій Кірєєв        | -                               |                 |          |          |          |          |
| Головний тренер |                       |                                 |                 |          |          |          |          |
|                 | Олександр Поклонський |                                 | 22 січня 1975   | 50       |          |          |          |
|                 |                       |                                 |                 |          |          |          |          |

## Прем'єр-ліга

### Матчі
| 25.07.2014 «Футбол 2» | «Металург»(Д) | 0 — 2 (0 — 0) | «Дніпро»                               | «Арена Львів», Львів                   |  |
| 19.00 +24 |               | 1 тур         | 64' Євген Коноплянка 71' (пен.) Матеус | Глядачі: 7527 Суддя: Євген Арановський |  |
| «Дніпро» — Бойко, Дуглас, Лео Матос, Канкава, Артем Федецький, Матеус (Калинич 73 хв.), Чеберячко, Сергій Кравченко (Політило 82 хв.), Зозуля, Євген Селезньов (Бруну Гама 53 хв.), Коноплянка |               |               |                                        |                                        |  |

| 02.08.2014 «2+2» | «Волинь» | 0 — 1 (0 — 0) | «Дніпро»        | «Авангард», Луцьк                  |  |
| 19.30 +36 |          | 2 тур         | 85' Євген Шахов | Глядачі: 5500 Суддя: Віктор Швецов |  |
| «Дніпро» — Бойко, Дуглас, Канкава, Артем Федецький, Калинич (Євген Селезньов 30 хв.), Чеберячко, Політило, Зозуля (Євген Шахов 63 хв.), Бруну Гама (Младен Бартулович 76 хв.), Володимир Польовий, Коноплянка |          |               |                 |                                    |  |

| 10.08.2014 «2+2» | «Дніпро»                                       | 4 — 0 (0 — 0) | «Карпати» | «Дніпро-Арена», Дніпро                |  |
| 19.30 +32 | Бруну Гама 47' Євген Шахов 65, 74' Калинич 83' | 3 тур         |           | Глядачі: 12668 Суддя: Сергій Лисенчук |  |
| «Дніпро» — Бойко, Дуглас, Іван Стрініч, Сергій Кравченко, Артем Федецький, Бруну Гама, Коноплянка, Роман Зозуля (Калинич 77 хв.), Євген Селезньов (Євген Шахов 63 хв.), Валерій Лучкевич (Лео Матос 82 хв.), Руслан Ротань |                                                |               |           |                                       |  |

| 15.08.2014 «Футбол 2» | «Металург»(З) | 0 — 1 (0 — 0) | «Дніпро»            | «Славутич-Арена», Запоріжжя          |  |
| 21.00 +32 |               | 4 тур         | 59' Артем Федецький | Глядачі: 10127 Суддя: Дмитро Кутаков |  |
| «Дніпро» — Бойко, Дуглас, Іван Стрініч, Бруну Гама (Лео Матос 89 хв.), Зозуля (Канкава 78 хв.), Артем Федецький, Коноплянка, Євген Шахов (Калинич 46 хв.), Ондржей Мазух, Сергій Кравченко, Руслан Ротань |               |               |                     |                                      |  |

| 31.08.2014 «2+2» | «Дніпро»           | 1 — 1 (0 — 1) | «Ворскла»           | «Дніпро-Арена», Дніпро                |  |
| 19.30 +20 | Калинич 49' (пен.) | 5 тур         | 45+1' Олег Бараннік | Глядачі: 14645 Суддя: Олександр Дердо |  |
| «Дніпро» — Бойко, Дуглас, Сергій Кравченко, Лео Матос (Калинич 46 хв.), Іван Стрініч, Бруну Гама, Ондржей Мазух, Євген Селезньов (Євген Шахов 46 хв.), Джаба Канкава, Валерій Лучкевич, Роман Зозуля (Младен Бартулович 85 хв.) |                    |               |                     |                                       |  |

| 13.09.2014 «Футбол 1» | «Металіст»                             | 2 — 5 (0 — 2) | «Дніпро»                                                    | ОСК «Металіст», Харків              |  |
| 17.00 +25 | Сергій Болбат 64' Клейтон Шав'єр 90+5' | 6 тур         | 14, 43, 62' Бруну Гама 88' Євген Селезньов 90+3' Коноплянка | Глядачі: 21564 Суддя: Віктор Швецов |  |
| «Дніпро» — Бойко, Дуглас, Іван Стрініч, Бруну Гама, Канкава (Сергій Політило 79 хв.), Євген Шахов (Коноплянка 63 хв.), Ондржей Мазух, Калинич (Євген Селезньов 87 хв.), Валерій Лучкевич, Сергій Кравченко, Артем Федецький |                                        |               |                                                             |                                     |  |

| 22.09.2014 «2+2» | «Дніпро»                                                                      | 5 — 0 (1 — 0) | «Олімпік» | «Дніпро-Арена», Дніпро         |  |
| 21.00 +14 | Євген Селезньов 9' Бруну Гама 49' Олександр Ситнік 75' (авт.) Калинич 76, 89' | 7 тур         |           | Глядачі: 9142 Суддя: Юрій Вакс |  |
| «Дніпро» — Бойко, Дуглас, Іван Стрініч, Сергій Кравченко (Політило 56 хв.), Ондржей Мазух, Канкава, Роман Зозуля, Євген Селезньов (Калинич 68 хв.), Бруну Гама (Олександр Мігунов 79 хв.), Валерій Лучкевич, Руслан Ротань |                                                                               |               |           |                                |  |

| 05.10.2014 «Футбол 1» | «Іллічівець» | 0 — 1 (0 — 1) | «Дніпро»                       | «Метеор», Дніпро                   |  |
| 14.00 +16 |              | 8 тур         | 22' Дуглас 40' Євген Селезньов | Глядачі: 8000 Суддя: Ярослав Козик |  |
| «Дніпро» — Бойко, Дуглас, Бруну Гама, Коноплянка, Ондржей Мазух, Роман Зозуля (Євген Чеберячко 25 хв.), Євген Селезньов (Калинич 61 хв.), Валерій Лучкевич (Артем Федецький 83 хв.), Сергій Кравченко, Олександр Мігунов, Руслан Ротань |              |               |                                |                                    |  |

| 19.10.2014 «2+2» | «Дніпро»        | 2 — 1 (1 — 1) | «Чорноморець»  | «Дніпро-Арена», Дніпро                   |  |
| 19.30 +2 | Калинич 37, 66' | 9 тур         | 20' Іван Бобко | Глядачі: 12830 Суддя: Костянтин Труханов |  |
| «Дніпро» — Бойко, Ондржей Мазух, Іван Стрініч, Артем Федецький, Коноплянка, Канкава, Євген Шахов (Євген Селезньов 63 хв.), Калинич (Сергій Кравченко 82 хв.), Бруну Гама, Валерій Лучкевич (Євген Чеберячко 90+1 хв.), Руслан Ротань |                 |               |                |                                          |  |

| 02.11.2014 «2+2» | «Дніпро»          | 0 — 3 (0 — 2) | «Динамо»                                                 | «Дніпро-Арена», Дніпро               |  |
| 19.30 +1 | Руслан Ротань 85' | 11 тур        | 28' Джермейн Ленс 40' Андрій Ярмоленко 83' Артем Кравець | Глядачі: 22 609 Суддя: Віктор Швецов |  |
| «Дніпро» — Бойко, Ондржей Мазух, Іван Стрініч, Артем Федецький, Дуглас, Коноплянка, Євген Селезньов (Калинич 46 хв.), Бруну Гама (Євген Шахов 46 хв.), Канкава (Сергій Кравченко 70 хв.), Руслан Ротань |                   |               |                                                          |                                      |  |

| 09.11.2014 «Футбол 1», Канал «Україна» | «Шахтар» | 0 — 0 (0 — 0) | «Дніпро»              | «Арена Львів», Львів                  |  |
| 17.00 +12 |          | 12 тур        | 87' Младен Бартулович | Глядачі: 22417 Суддя: Анатолій Абдула |  |
| «Дніпро» — Бойко, Дуглас, Євген Чеберячко, Іван Стрініч, Джаба Канкава, Зозуля (Младен Бартулович 79 хв.), Артем Федецький, Калинич (Сергій Кравченко 90+2 хв.), Ондржей Мазух, Бруну Гама (Євген Шахов 57 хв.), Коноплянка |          |               |                       |                                       |  |

| 22.11.2014 «2+2» | «Дніпро»        | 1 — 1 (0 — 0) | «Говерла»           | «Дніпро-Арена», Дніпро                 |  |
| 17.00 -5 | Калинич 57' 83' | 13 тур        | 60' Віталій Каверін | Глядачі: 5507 Суддя: Анатолій Жабченко |  |
| «Дніпро» — Бойко, Ондржей Мазух, Александру Влад, Артем Федецький, Дуглас, Коноплянка, Калинич, Бруну Гама (Матеус 68 хв.), Євген Шахов (Євген Селезньов 46 хв.), Канкава, Руслан Ротань |                 |               |                     |                                        |  |

| 01.12.2014 «2+2» | «Дніпро»       | 1 — 1 (1 — 1) | «Металург»        | «Дніпро-Арена», Дніпро             |  |
| 19.00 -12 | Коноплянка 16' | 14 тур        | 11' Жуніор Мораес | Глядачі: 3825 Суддя: Ярослав Козик |  |
| «Дніпро» — Бойко, Ондржей Мазух, Александру Влад (Бруну Гама 57 хв.), Валерій Лучкевич (Євген Шахов 87 хв.), Дуглас, Коноплянка, Євген Селезньов (Матеус 72 хв.), Сергій Кравченко, Євген Чеберячко, Зозуля, Руслан Ротань |                |               |                   |                                    |  |

| 06.12.2014 «Футбол 1» | «Зоря»                             | 2 — 1 (0 — 0) | «Дніпро»       | «Славутич-Арена», Запоріжжя        |  |
| 17.00 -5 | Пилип Будківський 51' Сегбефія 87' | 10 тур        | 90' Коноплянка | Глядачі: 1200 Суддя: Віктор Швецов |  |
| «Дніпро» — Бойко, Александру Влад, Артем Федецький (Матеус 62 хв.), Валерій Лучкевич, Дуглас, Коноплянка, Сергій Кравченко (Бруну Гама 81 хв.), Євген Чеберячко, Зозуля, Калинич (Євген Селезньов 81 хв.), Руслан Ротань |                                    |               |                |                                    |  |

| 01.03.2015 «2+2» | «Дніпро»                                                                          | 5 — 0 (2 — 0) | «Волинь» | «Дніпро-Арена», Дніпро                 |  |
| 17.00 +2 | Коноплянка 17' Павло Ксьонз 45+3' Калинич 50' Андрій Блізніченко 81' Зозуля 90+4' | 15 тур        |          | Глядачі: 9379 Суддя: Анатолій Жабченко |  |
| «Дніпро» — Бойко, Ежидіо, Дуглас, Євген Чеберячко, Валерій Лучкевич, Валерій Федорчук, Бруну Гама (Андрій Блізніченко 65 хв.), Роман Безус, Павло Ксьонз, Калинич (Євген Селезньов 77 хв.), Коноплянка (Зозуля 45+1 хв.) |                                                                                   |               |          |                                        |  |

| 08.03.2015 «2+2» | «Карпати» | 0 — 1 (0 — 1) | «Дніпро»   | «Україна», Львів                     |  |
| 19.30 +4 |           | 16 тур        | 4' Калинич | Глядачі: 5530 Суддя: Анатолій Абдула |  |
| «Дніпро» — Бойко, Артем Федецький, Дуглас, Дмитро Чигринський, Валерій Лучкевич, Канкава, Бруну Гама (Андрій Блізніченко 74 хв.), Роман Безус (Євген Шахов 83 хв.), Павло Ксьонз, Калинич (Зозуля 62 хв.), Руслан Ротань |           |               |            |                                      |  |

| 15.03.2015 «2+2» | «Дніпро»             | 1 — 0 (0 — 0) | «Металург» | «Дніпро-Арена», Дніпро                |  |
| 17.00 +8 | Валерій Лучкевич 75' | 17 тур        |            | Глядачі: 10177 Суддя: Сергій Лисенчук |  |
| «Дніпро» — Ян Лаштувка, Павло Ксьонз, Папа Гує, Дмитро Чигринський, Лео Матос, Валерій Лучкевич, Євген Шахов (Євген Селезньов 56 хв.), Бруну Гама (Коноплянка 56 хв.), Роман Безус, Калинич (Валерій Федорчук 81 хв.), Руслан Ротань |                      |               |            |                                       |  |

| 04.04.2015 «Футбол 1» | «Ворскла»                     | 1 — 3 (1 — 2) | «Дніпро»                                  | «Ворскла» ім. Бутовського, Полтава |  |
| 17.00 +5 | Турсунов Санжар Атхамович 13' | 18 тур        | 2, 45+3' Євген Селезньов 90+6' Коноплянка | Глядачі: 5500 Суддя: Юрій Мосейчук |  |
| «Дніпро» — Бойко, Артем Федецький, Дуглас, Папа Гує, Лео Матос, Канкава, Роман Безус (Євген Чеберячко 61 хв.), Коноплянка, Павло Ксьонз, Євген Селезньов (Калинич 77 хв.), Руслан Ротань (Валерій Федорчук 89 хв.) |                               |               |                                           |                                    |  |

| 11.04.2015 «2+2» | «Дніпро» | 0 — 0 (0 — 0) | «Металіст» | «Дніпро-Арена», Дніпро                  |  |
| 19.30 +16 |          | 19 тур        |            | Глядачі: 13650 Суддя: Юрій Можаровський |  |
| «Дніпро» — Бойко, Артем Федецький, Дуглас, Папа Гує, Лео Матос, Канкава, Валерій Федорчук (Роман Безус 46 хв.), Коноплянка, Павло Ксьонз (Бруну Гама 80 хв.), Євген Селезньов (Калинич 65 хв.), Руслан Ротань |          |               |            |                                         |  |

| 19.04.2015 «Футбол 1» | «Олімпік» | 0 — 5 (0 — 3) | «Дніпро»                                                                           | «НТК ім. Баннікова», Київ               |  |
| 14.00 +5 |           | 20 тур        | 15' Андрій Блізніченко 26' (пен.), ,45' Євген Селезньов 68' Коноплянка 76' Калинич | Глядачі: 1000 Суддя: Костянтин Труханов |  |
| «Дніпро» — Ян Лаштувка, Александру Влад, Олександр Сваток, Папа Гує, Павло Ксьонз, Бруну Гама, Валерій Федорчук, Роман Безус (Коноплянка 63 хв.), Євген Шахов (Руслан Ротань 78 хв.), Андрій Блізніченко, Євген Селезньов (Калинич 71 хв.) |           |               |                                                                                    |                                         |  |

| 26.04.2015 «2+2» | «Дніпро»               | 1 — 0 (1 — 0) | «Іллічівець» | «Дніпро-Арена», Дніпро               |  |
| 17.00 +20 | Андрій Блізніченко 15' | 21 тур        |              | Глядачі: 8876 Суддя: Сергій Лисенчук |  |
| «Дніпро» — Ян Лаштувка, Александру Влад, Олександр Сваток, Папа Гує, Павло Ксьонз, Бруну Гама (Коноплянка 58 хв.), Валерій Федорчук, Роман Безус (Євген Селезньов 58 хв.), Євген Шахов, Андрій Блізніченко (Артем Федецький 76 хв.), Калинич |                        |               |              |                                      |  |

| 03.05.2015 «2+2» | «Чорноморець» | 0 — 3 (0 — 2) | «Дніпро»                                   | «Дніпро-Арена», Дніпро             |  |
| 19.30 +17 |               | 22 тур        | 32, 44' (пен.) Калинич 76' Євген Селезньов | Глядачі: 3938 Суддя: Ярослав Козик |  |
| «Дніпро» — Денис Бойко, Александру Влад, Папа Гує, Павло Ксьонз, Бруну Гама, Валерій Федорчук, Роман Безус, Євген Шахов (Євген Селезньов 42 хв.), Андрій Блізніченко (Коноплянка 61 хв.), Калинич (Матеус 74 хв.), Євген Чеберячко |               |               |                                            |                                    |  |

| 10.05.2015 «2+2» | «Дніпро» | 0 — 2 (0 — 2) | «Зоря»                                  | «Дніпро-Арена», Дніпро                |  |
| 19.30 +17 |          | 23 тур        | 27' Хомченовський 43' Пилип Будківський | Глядачі: 11507 Суддя: Анатолій Абдула |  |
| «Дніпро» — Денис Бойко, Александру Влад, Папа Гує, Олександр Сваток, Павло Ксьонз, Канкава, Бруну Гама, Валерій Федорчук (Коноплянка 54 хв.), Роман Безус (Руслан Ротань 54 хв.), Матеус (Калинич 68 хв.), Євген Селезньов |          |               |                                         |                                       |  |

| 17.05.2015 «2+2» | «Динамо» | ? — ? (? — ?) | «Дніпро» | НСК «Олімпійський», Київ |  |
| 19.30            |          | 24 тур        |          |                          |  |
|                  |          |               |          |                          |  |

| 24.05.2015 «2+2» | «Дніпро» | ? — ? (? — ?) | «Шахтар» | «Дніпро-Арена», Дніпро |  |
| 19.30            |          | 25 тур []     |          |                        |  |
|                  |          |               |          |                        |  |

| 30.05.2015 «Футбол 1» | «Говерла» | ? — ? (? — ?) | «Дніпро» | «Авангард», Ужгород |  |
|                       |           | 26 тур []     |          |                     |  |
|                       |           |               |          |                     |  |

### Результати
| М  | Команда                          | І  | В  | Н  | П  | РМ    | О     |
| -- | -------------------------------- | -- | -- | -- | -- | ----- | ----- |
| 1  | «Динамо»                         | 23 | 18 | 5  | 0  | 61−10 | 59    |
| 2  | «Шахтар»                         | 23 | 16 | 4  | 3  | 65−16 | 52    |
| 3  | Дніпро (футбольний клуб, Дніпро) | 23 | 15 | 5  | 3  | 44−14 | 50    |
| 4  | «Зоря»                           | 23 | 12 | 4  | 7  | 37−29 | 40    |
| 5  | «Ворскла»                        | 23 | 9  | 8  | 6  | 30−20 | 35    |
| 6  | «Металіст»                       | 22 | 7  | 10 | 5  | 30−29 | 31    |
| 7  | «Металург» Д                     | 23 | 6  | 8  | 9  | 26−35 | 26    |
| 8  | «Волинь»                         | 23 | 7  | 6  | 10 | 30−40 | 27    |
| 9  | «Олімпік»                        | 23 | 6  | 5  | 12 | 20−56 | 23    |
| 10 | «Металург» З                     | 23 | 6  | 6  | 11 | 18−37 | 24    |
| 11 | «Чорноморець»                    | 22 | 3  | 9  | 10 | 15−29 | 18    |
| 12 | «Говерла»                        | 23 | 3  | 8  | 12 | 20−43 | 17    |
| 13 | «Карпати»                        | 23 | 5  | 7  | 11 | 19−27 | 13[а] |
| 14 | «Іллічівець»                     | 23 | 2  | 5  | 16 | 19−49 | 11    |

а «Карпати» позбавлені 3-х турнірних очок згідно з рішенням КДК ФФУ від 10.09.2014 року та 6-х турнірних очок згідно з рішенням КДК ФФУ від 17.10.2014 року.

## Кубок України
| 23.08.2014 | «Десна» | 0 — 1 (0 — 1) | «Дніпро»            | Стадіон імені Юрія Гагаріна, Чернігів  |  |
| 17.00 +25 |         | 1/16 фіналу   | 36' Євген Чеберячко | Глядачі: 7100 Суддя: Андрій Яблонський |  |
| «Дніпро» — Ян Лаштувка, Євген Чеберячко, Артем Федецький, Лео Матос, Володимир Польовий, Валерій Лучкевич (Бруну Гама 71 хв.), Джаба Канкава, Євген Шахов, Сергій Політило, Младен Бартулович (Андрій Блізніченко 84 хв.), Євген Селезньов (Никола Калинич 77 хв.) |         |               |                     |                                        |  |

| 27.09.2014 «2+2» | «Волинь»                 | 1 — 0 (1 — 0)          | «Дніпро» | «Авангард», Луцьк                      |  |
| 17.00 +16 | Ерік Бікфалві 37' (пен.) | Перший матч 1/8 фіналу |          | Глядачі: 6100 Суддя: Євген Арановський |  |
| «Дніпро» — Ян Лаштувка, Артем Федецький, Лео Матос (Никола Калинич 46 хв.), Ондржей Мазух, Дуглас, Іван Стрініч, Джаба Канкава, Сергій Політило (Роман Зозуля 46 хв.), Младен Бартулович (Олександр Мігунов 85 хв.), Євген Селезньов, Руслан Ротань |                          |                        |          |                                        |  |

| 27.10.2014 «2+2» | «Дніпро»                                                              | 4 — 0 (1 — 0)             | «Волинь» | «Дніпро-Арена», Дніпро              |  |
| 19.00 +1 | Євген Чеберячко 37' Руслан Ротань 57' Євген Селезньов 72' Калинич 87' | Матч-відповідь 1/8 фіналу |          | Глядачі: 5613 Суддя: Дмитро Кутаков |  |
| «Дніпро» — Бойко, Дуглас, Іван Стрініч, Бруну Гама (Євген Шахов 66 хв.), Зозуля, Валерій Лучкевич, Коноплянка (Олександр Мігунов 89 хв.), Євген Чеберячко, Євген Селезньов (Калинич 78 хв.), Канкава, Руслан Ротань |                                                                       |                           |          |                                     |  |

| 01.04.2015 «2+2» | «Чорноморець» | 0 — 4 (0 — 0)          | «Дніпро»                                                             | «Динамо» ім. Лобановського, Київ  |  |
| 19.00 +5 |               | Перший матч 1/4 фіналу | 52' Руслан Ротань 56' (пен.), ,86' Євген Селезньов 90+2' Роман Безус | Глядачі: 550 Суддя: Ярослав Козик |  |
| «Дніпро» — Ян Лаштувка, Лео Матос, Дуглас (Роман Безус 71 хв.), Папа Гує, Павло Ксьонз, Бруну Гама, Євген Чеберячко (Руслан Ротань 46 хв.), Дмитро Чигринський, Євген Шахов, Валерій Лучкевич (Коноплянка 46 хв.), Євген Селезньов |               |                        |                                                                      |                                   |  |

| 08.04.2015 «2+2» | «Дніпро»                                                      | 1 — 0 (1 — 0)             | «Чорноморець» | «Метеор», Дніпро               |  |
| 20.30 +5 | Євген Шахов 28' Дмитро Чигринський 50' Олександр Васильєв 54' | Матч-відповідь 1/4 фіналу |               | Глядачі: 3500 Суддя: Юрій Вакс |  |
| Дніпро» — Ян Лаштувка, Александру Влад, Дмитро Чигринський, Валерій Лучкевич, Валерій Федорчук (Олександр Сваток 58 хв.), Олександр Васильєв, Євген Шахов, Бруну Гама (Денис Баланюк 82 хв.), Андрій Блізніченко, Никола Калинич (Юрій Вакулко 74 хв.), Євген Чеберячко |                                                               |                           |               |                                |  |

| 29.04.2015 «2+2» | «Дніпро» | 0 — 1 (0 — 1)          | «Шахтар»                | «Дніпро-Арена», Дніпро                  |  |
| 19.00 +14 |          | Перший матч 1/2 фіналу | 45+1' Олександр Гладкий | Глядачі: 20401 Суддя: Юрій Можаровський |  |
| «Дніпро» — Бойко, Артем Федецький, Дуглас, Лео Матос, Папа Гує, Валерій Лучкевич (Павло Ксьонз 46 хв.), Коноплянка, Євген Чеберячко (Калинич 64 хв.), Євген Селезньов (Євген Шахов 75 хв.), Канкава, Руслан Ротань |          |                        |                         |                                         |  |

| 20.05.2015 ТРК «Україна» | «Шахтар» | ? — ? (? — ?)                | «Дніпро» | «Львів-Арена», Львів |  |
| 19.30                    |          | Матч-відповідь 1/2 фіналу [] |          |                      |  |
|                          |          |                              |          |                      |  |

## Ліга Чемпіонів

### Матчі
| 30.07.2014 «2+2» | «Дніпро» | 0 — 0 (0 — 0) | «Копенгаген» | «НСК Олімпійський», Київ             |  |
| 19.00 +27 |          | 3 кв.р.       |              | Глядачі: 23410 Суддя: Андре Маррінер |  |
| «Дніпро» — Бойко, Дуглас, Канкава (Сергій Кравченко 54 хв.), Артем Федецький, Калинич, Євген Селезньов (Бруну Гама 63 хв.), Політило, Лео Матос, Ондржей Мазух, Матеус, Коноплянка |          |               |              |                                      |  |

| 06.08.2014 «2+2» | «Копенгаген»                            | 2 — 0 (1 — 0) | «Дніпро» | «Паркен», Копенгаген               |  |
| 21.00 +22 | Андреас Корнеліус 36' Башкім Кадрій 52' | 3 кв.р.       |          | Глядачі: 18875 Суддя: Дуарте Гомес |  |
| «Дніпро» — Бойко, Дуглас, Канкава, Артем Федецький (Бруну Гама 75 хв.), Матеус (Калинич 53 хв.), Політило, Младен Бартулович (Євген Селезньов 46 хв.), Володимир Польовий, Ондржей Мазух, Лео Матос, Коноплянка |                                         |               |          |                                    |  |

## Ліга Європи

### Кваліфікація
| 20.08.2014 «2+2» | «Дніпро»                    | 2 — 1 (0 — 0) | «Хайдук (Спліт)»    | НСК «Олімпійський», Київ                |  |
| 19.00 +25 | Калинич 50' Євген Шахов 88' | Раунд плей-оф | 47' Тіно-Свен Сушич | Глядачі: 10320 Суддя: Олексій Кульбаков |  |
| «Дніпро» — Денис Бойко, Дуглас, Іван Стрініч, Бруну Гама (Євген Шахов 59 хв.), Роман Зозуля, Артем Федецький (Лео Матос 70 хв.), Никола Калинич, Ондржей Мазух, Євген Селезньов (Младен Бартулович 78 хв.), Сергій Кравченко, Руслан Ротань |                             |               |                     |                                         |  |

| 28.08.2014 «2+2» | «Хайдук (Спліт)» | 0 — 0 (0 — 0) | «Дніпро» | Полюд, Спліт                       |  |
| 20.00 +28 |                  | Раунд плей-оф |          | Глядачі: 34000 Суддя: Хусейн Гечек |  |
| «Дніпро» — Денис Бойко, Дуглас, Іван Стрініч, Роман Зозуля, Артем Федецький, Лео Матос, Євген Шахов (Никола Калинич 72 хв.), Ондржей Мазух, Джаба Канкава, Бруну Гама (Младен Бартулович 90+1 хв.), Руслан Ротань (Сергій Кравченко 40 хв.) |                  |               |          |                                    |  |

### Груповий етап
| 18.09.2014 «2+2» | «Дніпро»          | 0 — 1 (0 — 0) | «Інтернаціонале»      | НСК «Олімпійський», Київ            |  |
| 20.00 +19 | Руслан Ротань 68' | Груповий етап | 71' Даніло Д'Амброзіо | Глядачі: 25200 Суддя: Фелікс Цвайєр |  |
| «Дніпро» — Денис Бойко, Дуглас, Іван Стрініч, Бруну Гама, Сергій Кравченко (Євген Шахов 67 хв.) (Валерій Лучкевич 74 хв.), Роман Зозуля (Никола Калинич 78 хв.), Євген Коноплянка, Артем Федецький, Ондржей Мазух, Джаба Канкава, Руслан Ротань «Інтернаціонале» — Самір Ханданович, Жуан, Уго Кампаньяро, Неманья Видич, Додо, Даніло Д'Амброзіо, Фреді Гуарін, Здравко Кузманович (Пабло Освальдо 62 хв.), Ернанес (Жонатан 76 хв.), Янн М'Віла, Мауро Ікарді |                   |               |                       |                                     |  |

| 02.10.2014 «2+2» | «Сент-Етьєн» | 0 — 0 (0 — 0) | «Дніпро» | Жоффруа-Гішар, Сент-Етьєн              |  |
| 22.05 +23 |              | Груповий етап |          | Глядачі: 28207 Суддя: Александру Тудор |  |
| «Сент-Етьєн» — Стефан Руфф'є, Франсуа Клер, Мустафа Салль, Жеремі Клеман, Рено Коад (Бенжамен Корньє 75 хв.), Фаб'єн Лемуан, Лоїк Перрен, Франк Табану, ван Волфсвінкел, Макс Градель, Монне-Паке «Дніпро» — Денис Бойко, Дуглас, Іван Стрініч, Артем Федецький, Никола Калинич (Євген Коноплянка 56 хв.), Сергій Політило, Ондржей Мазух, Джаба Канкава (Євген Шахов 80 хв.), Бруну Гама, Сергій Кравченко, Роман Зозуля (Євген Селезньов 73 хв.) |              |               |          |                                        |  |

| 23.10.2014 «2+2» | «Дніпро» | 0 — 1 (0 —1)  | «Карабах»         | НСК «Олімпійський», Київ           |  |
| 22.05 +2 |          | Груповий етап | 21' Муарем Муарем | Глядачі: 3120 Суддя: Лібор Коварик |  |
| «Дніпро» — Денис Бойко, Дуглас, Іван Стрініч, Артем Федецький, Никола Калинич, Євген Коноплянка, Ондржей Мазух, Євген Шахов (Євген Селезньов 46 хв.), Бруну Гама, Сергій Кравченко, Руслан Ротань «Карабах» — Ібрагім Шехич, Ансі Аголлі, Гара Гараєв, Бадаві Гусейнов, Максим Медведєв, Решад Садигов, Річард Алмейда (Адмір Телі 83 хв.), Муарем (Турал Іскандеров 90 хв.), Рейналдо, Наміг Юсіфов, Вугар Надіров (Джавід Тагієв 72 хв.) |          |               |                   |                                    |  |

| 06.11.2014 «2+2» | «Карабах»      | 1 — 2 (1 — 1) | «Дніпро»        | ім. Тофіка Бахрамова, Баку       |  |
| 19.00 +9 | Лерой Жорж 36' | Груповий етап | 15, 73' Калинич | Глядачі: 31 000 Суддя: Павел Гіл |  |
| «Карабах» — Ібрагім Шехич, Гара Гараєв, Максим Медведєв, Решад Садигов, Ансі Аголлі, Бадаві Гусейнов, Наміг Юсіфов (Джавід Тагієв 77 хв.), Рейналдо, Муарем, Річард Алмейда, Лерой Жорж (Вугар Надіров 65 хв.) «Дніпро» — Денис Бойко, Дуглас, Євген Чеберячко, Іван Стрініч (Джаба Канкава 46 хв.), Роман Зозуля, Артем Федецький, Никола Калинич, Євген Коноплянка, Ондржей Мазух, Бруну Гама (Євген Шахов 86 хв.), Руслан Ротань (Сергій Кравченко 90 хв.) |                |               |                 |                                  |  |

| 27.11.2014 «2+2» | «Інтернаціонале»                                              | 2 — 1 (1 — 1) | «Дніпро»          | Сан-Сіро (стадіон), Мілан           |  |
| 22.05 +7 | Здравко Кузманович 30' Андреа Ранокк'я 46' Пабло Освальдо 50' | Груповий етап | 16' Руслан Ротань | Глядачі: 25 000 Суддя: Боббі Мадден |  |
| «Інтернаціонале» — Самір Ханданович, Жуан, Пабло Освальдо, Мауро Ікарді (Марко Андреоллі 55 хв.), Фреді Гуарін, Здравко Кузманович, Гарі Медель, Додо, Андреа Ранокк'я, Нагатомо Юто (Уго Кампаньяро 37 хв.), Ернанес (Джоел Обі 61 хв.) «Дніпро» — Бойко, Александру Влад, Ондржей Мазух (Євген Селезньов 80 хв.), Дуглас, Артем Федецький (Матеус 72 хв.), Євген Чеберячко, Валерій Лучкевич, Калинич, Коноплянка, Сергій Кравченко (Бруну Гама 73 хв.), Руслан Ротань |                                                               |               |                   |                                     |  |

| 11.12.2014 «2+2» | «Дніпро»            | 1 — 0 (0 —0)  | «Сент-Етьєн» | НСК «Олімпійський», Київ            |  |
| 19.00 +2 | Артем Федецький 66' | Груповий етап |              | Глядачі: 2579 Суддя: Маріо Страхоня |  |
| «Дніпро» — Денис Бойко, Александру Влад, Дуглас, Артем Федецький, Роман Зозуля (Матеус 67 хв.), Євген Чеберячко, Никола Калинич, Євген Шахов (Бруну Гама 67 хв.), Євген Коноплянка, Сергій Кравченко, Руслан Ротань (Сергій Політило 87 хв.) «Сент-Етьєн» — Стефан Руфф'є, Теофіль-Катрін, Жонатан Брізон (Франк Табану 53 хв.), Фаб'єн Лемуан, Ісмаель Діоманде, Флорентін Погба, Лоїк Перрен, Макс Градель, Йоан Молло, ван Волфсвінкел, Монне-Паке (Рено Коад 81 хв.) |                     |               |              |                                     |  |

### Група F
| Команда        | І | В | Н | П | ЗМ | ПМ | РМ | О  |
| -------------- | - | - | - | - | -- | -- | -- | -- |
| Інтернаціонале | 6 | 3 | 3 | 0 | 6  | 2  | +4 | 12 |
| Дніпро         | 6 | 2 | 1 | 3 | 4  | 5  | −1 | 7  |
| Карабах        | 6 | 1 | 3 | 2 | 3  | 5  | −2 | 6  |
| Сент-Етьєн     | 6 | 0 | 5 | 1 | 2  | 3  | −1 | 5  |

|                | ДНІ | ІНТ | КАР | СЕН |
| -------------- | --- | --- | --- | --- |
| Дніпро         | —   | 0–1 | 0–1 | 1-0 |
| Інтернаціонале | 2-1 | —   | 2–0 | 0–0 |
| Карабах        | 1-2 | 0-0 | —   | 0–0 |
| Сент-Етьєн     | 0–0 | 1-1 | 1-1 | —   |

### Плей-оф
| 19.02.2015 «2+2» | «Дніпро»                            | 2 — 0 (0 — 0) | «Олімпіакос» (Пірей) | НСК «Олімпійський», Київ                |  |
| 20.00 -1 | Джаба Канкава 50' Руслан Ротань 54' | 1/16 фіналу   |                      | Глядачі: 5837 Суддя: Роберт Шергенхофер |  |
| «Дніпро» — Денис Бойко, Валерій Лучкевич, Євген Чеберячко, Дуглас, Ежидіо, Джаба Канкава, Роман Безус (Никола Калинич 46 хв.), Матеус (Бруну Гама 88 хв.), Євген Коноплянка, Роман Зозуля (Валерій Федорчук 69 хв.), Руслан Ротань. |                                     |               |                      |                                         |  |

| 26.02.2015 «2+2» | «Олімпіакос (Пірей)»                                                               | 2 — 2 (1 — 1) | «Дніпро»                          | Караїскакіс (стадіон), Пірей         |  |
| 22.05 +10 | Константінос Мітроглу 14' Лука Мілівоєвич 51' Алехандро Даміан Домінгес 90' (пен.) | 1/16 фіналу   | 22' Артем Федецький 90+2' Калинич | Глядачі: 24854 Суддя: Данні Маккеллі |  |
| «Дніпро» — Бойко, Ежидіо, Євген Чеберячко, Дуглас, Артем Федецький, Джаба Канкава, Валерій Федорчук (Роман Безус 83 хв.), Роман Зозуля (Калинич 62 хв.), Коноплянка, Матеус (Бруну Гама 76 хв.), Руслан Ротань |                                                                                    |               |                                   |                                      |  |

| 12.03.2015 «2+2» | «Дніпро»         | 1 — 0 (1 — 0) | «Аякс» (Амстердам) | НСК «Олімпійський», Київ         |  |
| 20.00 +9 | Роман Зозуля 30' | 1/8 фіналу    |                    | Глядачі: 10581 Суддя: Іван Бебек |  |
| «Дніпро» — Бойко, Ежидіо, Євген Чеберячко, Дуглас, Артем Федецький, Валерій Федорчук, Роман Безус (Бруну Гама 58 хв.), Роман Зозуля, Коноплянка (Євген Шахов 82 хв.), Євген Селезньов (Калинич 76 хв.), Руслан Ротань |                  |               |                    |                                  |  |

| 19.03.2015 «2+2» | «Аякс (Амстердам)»                              | 2 — 1 (д.ч.) (0 — 0) | «Дніпро»       | Амстердам-Арена, Амстердам              |  |
| 22.05 | Рішедлі Базур 60' Майк ван дер Горн 117' 120+4' | 1/8 фіналу           | 97' Коноплянка | Глядачі: 51756 Суддя: Олексій Кульбаков |  |
| «Дніпро — Бойко, Ежидіо, Євген Чеберячко, Дуглас, Лео Матос, Валерій Лучкевич (Бруну Гама 90+1 хв.), Джаба Канкава, Валерій Федорчук, Роман Безус (Євген Шахов 85 хв.), Калинич, Коноплянка (Євген Селезньов 108 хв.) |                                                 |                      |                |                                         |  |

| 16.04.2015 «2+2» | «Брюгге» | 0 — 0 (0 — 0) | «Дніпро» | «Ян Брейдель», Брюгге               |  |
| 22.05 +13 |          | 1/4 фіналу    |          | Глядачі: 29000 Суддя: Дамір Скоміна |  |
| «Дніпро» — Бойко, Лео Матос, Євген Чеберячко, Дуглас, Артем Федецький, Валерій Лучкевич (Бруну Гама 80 хв.), Джаба Канкава, Валерій Федорчук, Коноплянка, Калинич (Євген Селезньов 78 хв.), Руслан Ротань (Роман Безус 88 хв.) |          |               |          |                                     |  |

| 23.04.2015 «2+2» | «Дніпро»        | 1 — 0 (0 — 0) | «Брюгге» | НСК «Олімпійський», Київ               |  |
| 22.05 +12 | Євген Шахов 82' | 1/4 фіналу    |          | Глядачі: 16234 Суддя: Ундіано Мальєнко |  |
| «Дніпро» — Бойко, Лео Матос, Євген Чеберячко, Дуглас, Артем Федецький, Валерій Лучкевич (Бруну Гама 90+1 хв.), Джаба Канкава, Роман Безус (Євген Шахов 46 хв.), Коноплянка, Євген Селезньов (Калинич 72 хв.), Руслан Ротань |                 |               |          |                                        |  |

| 07.05.2015 ТРК «Україна» | «Наполі»        | 1 — 1 (0 — 0) | «Дніпро»            | «Сан Паоло», Неаполь |  |
| 22.05 | Давід Лопес 50' | 1/2 фіналу    | 81' Євген Селезньов | Суддя: Свейн Моен    |  |
| «Дніпро — Бойко, Лео Матос, Євген Чеберячко, Дуглас, Артем Федецький, Валерій Лучкевич (Бруну Гама 57 хв.), Джаба Канкава (Роман Безус 69 хв.), Коноплянка, Калинич (Євген Селезньов 80 хв.), Руслан Ротань |                 |               |                     |                      |  |

| 14.05.2015 «2+2» | «Дніпро»            | 1 — 0 (0 — 0) | «Наполі» | НСК «Олімпійський», Київ            |  |
| 22.05 +10 | Євген Селезньов 58' | 1/2 фіналу    |          | Глядачі: 62344 Суддя: Милорад Мажич |  |
| «Дніпро» — Бойко, Лео Матос, Євген Чеберячко, Дуглас, Артем Федецький, Валерій Лучкевич (Матеус 67 хв.), Джаба Канкава, Коноплянка (Бруну Гама 85 хв.), Євген Селезньов (Калинич 75 хв.), Руслан Ротань |                     |               |          |                                     |  |

| 27.05.2015 «2+2» | «Дніпро» | ? — ? (? — ?) | «Севілья» | Народовий, Варшава |  |
| 21.45            |          | Фінал []      |           |                    |  |
|                  |          |               |           |                    |  |

## Статистика

### Рейтинг клубів УЄФА
| Місце | Країна     | Команда                    | Очки   |
| ----- | ---------- | -------------------------- | ------ |
| 34    | Росія      | «ЦСКА» (Москва)            | 55.599 |
| 35    | Франція    | «Олімпік» (Марсель)        | 55.483 |
| 36    | Україна    | «Дніпро» (Дніпропетровськ) | 52.033 |
| 37    | Португалія | «Спортінг» (Брага)         | 51.776 |
| 38    | Туреччина  | «Галатасарай»              | 50.020 |

Примітка

Дані на 14 травня 2015 року..

### Статистика виступів клубу в сезоні 2014—2015
| Турнір           | М  | Пер | Н  | Пор | ГЗ | ГП |
| ---------------- | -- | --- | -- | --- | -- | -- |
| Прем'єр-ліга     | 23 | 15  | 5  | 3   | 44 | 14 |
| Кубок України    | 6  | 4   | 0  | 2   | 10 | 2  |
| Ліга Чемпіонів   | 2  | 0   | 1  | 1   | 0  | 2  |
| Ліга Європи УЄФА | 16 | 7   | 5  | 4   | 15 | 11 |
| Всього           | 47 | 26  | 11 | 10  | 69 | 29 |

Примітка

Дані на 14 травня 2015 року.

## Чемпіонат U-21
| 24.07.2014 | «Металург»(Д) U-21    | 1 — 4 (0 — 2) | «Дніпро» U-21                               | «Локомотив» (стадіон), Рава-Руська |  |
| 17.00 +22  | Олександр Калітов 68' | 1 тур         | 25, 87, 90' Сергій Горбунов 30' Євген Шахов | Глядачі: 200 Суддя: Сергій Бойко.  |  |
|            |                       |               |                                             |                                    |  |

| 01.08.2014 | «Волинь» U-21 | 1 — 2 (0 — 2) | «Дніпро» U-21             | «Підшипник» (стадіон), Луцьк      |  |
| 16.30 +38  | Приндета 57'  | 2 тур         | 8, 20' (пен.) Євген Шахов | Глядачі: 250 Суддя: Юрій Мосейчук |  |
|            |               |               |                           |                                   |  |

| 09.08.2014 | «Дніпро» U-21                              | 2 — 0 (1 — 0) | «Карпати» U-21 | Метеор (стадіон), Дніпропетровськ    |  |
| 17.00 +35  | Денис Баланюк 44' Владислав Кочергін 90+1' | 3 тур         |                | Глядачі: 200 Суддя: Олександр Іванов |  |
|            |                                            |               |                |                                      |  |

| 14.08.2014 | «Металург»(З) U-21 | 0 — 3 (0 — 1) | «Дніпро» U-21                                                  | НТБ «Металург», Запоріжжя              |  |
| 17.30 +39  |                    | 4 тур         | 44' Андрій Блізніченко 53' Сергій Горбунов 90+4'Денис Костишин | Глядачі: 150 Суддя: Костянтин Труханов |  |
|            |                    |               |                                                                |                                        |  |

| 30.08.2014 | «Дніпро» U-21 | 0 — 2 (0 — 0) | «Ворскла» U-21                  | Метеор (стадіон), Дніпропетровськ |  |
| 17.00 +22  |               | 5 тур         | 50' Джемаль 76' Богдан Січкарук | Глядачі: 200 Суддя: Віктор Швецов |  |
|            |               |               |                                 |                                   |  |

| 12.09.2014 | «Металіст» U-21 | 0 — 1 (0 — 1) | «Дніпро» U-21         | «Олімпієць» (стадіон), Люботин         |  |
| 16.30 +26  |                 | 6 тур         | 43' Младен Бартулович | Глядачі: 1200 Суддя: Юрій Можаровський |  |
|            |                 |               |                       |                                        |  |

| 22.09.2014 | «Дніпро» U-21                                                                                      | 5 — 1 (1 — 1) | «Олімпік» U-21    | Метеор (стадіон), Дніпропетровськ       |  |
| 16.00 +20  | Олександр Васильєв 43' Лео Матос 60' Максим Третьяков 72' Дмитро Крапивний 82' Максим Саламаха 86' | 7 тур         | Ілля Глиняний 29' | Глядачі: 100 Суддя: Сергій Даньковський |  |
|            | |               |                   |                                         |  |

| 04.10.2014 | «Іллічівець» U-21 | 0 — 1 (0 — 0) | «Дніпро» U-21   | «Ювілейний» (стадіон), Новоолександрівка |  |
| 14.00 +16  |                   | 8 тур         | 62' Євген Шахов | Глядачі: 150 Суддя: Юрій Вакс            |  |
|            |                   |               |                 |                                          |  |

| 18.10.2014 | «Дніпро» U-21                                | 2 — 0 (2 — 0) | «Чорноморець» U-21 | Метеор (стадіон), Дніпропетровськ |  |
| 14.00 +6   | Олександр Васильєв 18' Младен Бартулович 42' | 9 тур         |                    | Глядачі: 500 Суддя: Юрій Мосейчук |  |
|            |                                              |               |                    |                                   |  |

| 01.11.2014 | «Дніпро» U-21                                       | 2 — 0 (0 — 0) | «Динамо» U-21 | Метеор (стадіон), Дніпропетровськ      |  |
| 14.00 +2   | Олександр Мігунов 54' Олександр Васильєв 83' (пен.) | 11 тур        |               | Глядачі: 200 Суддя: Костянтин Труханов |  |
|            |                                                     |               |               |                                        |  |

| 09.11.2014 | «Шахтар» U-21 | 0 — 2 (0 — 1) | «Дніпро» U-21                                          | «Локомотив» (стадіон), Полтава    |  |
| 13.00 +9   |               | 12 тур        | 38' (пен.) Олександр Васильєв 90+1' Андрій Блізніченко | Глядачі: 150 Суддя: Ярослав Козик |  |
|            |               |               |                                                        |                                   |  |

| 16.11.2014 | «Зоря» U-21     | 1 — 0 (1 — 0) | «Дніпро» U-21 | «Кремінь» (стадіон), Кременчук  |  |
| 13.00 +6   | Іван Петряк 40' | 10 тур        |               | Глядачі: 300 Суддя: Іван Бондар |  |
|            |                 |               |               |                                 |  |

| 22.11.2014 | «Дніпро» U-21                                                                                                 | 7 — 0 (2 — 0) | «Говерла» U-21 | Метеор (стадіон), Дніпропетровськ     |  |
| 13.00 -5   | Андрій Блізніченко 8, 72' Денис Баланюк 42' Сергій Палюх 84' Владислав Кочергін 86, 90+3' Олексій Ларін 90+2' | 13 тур        |                | Глядачі: 200 Суддя: Олександр Білокур |  |
|            | |               |                |                                       |  |

| 01.12.2014 | «Дніпро» U-21                 | 1 — 0 (0 — 0) | "Металург"Д U-21 | НТБ Дніпро, Дніпропетровськ            |  |
| 13.00 +4   | Андрій Блізніченко 54' (пен.) | 14 тур        |                  | Глядачі: 150 Суддя: Костянтин Труханов |  |
|            |                               |               |                  |                                        |  |

| 28.02.2015 | «Дніпро» U-21                                                                           | 4 — 0 (2 — 0) | «Волинь» U-21 | "Металург", Новомосковськ       |  |
| 14.00 +3   | Младен Бартулович 15' (пен.) Андрій Блізніченко 29' Денис Баланюк 63' Дмитро Нагієв 90' | 15 тур        |               | Глядачі: 500 Суддя: Іван Бондар |  |
|            |                                                                                         |               |               |                                 |  |

| 07.03.2015 | «Карпати» U-21                                | 2 — 0 (0 — 0) | «Дніпро» U-21 | "Локомотив", Рава-Руська          |  |
| 15.00 +5   | Артур Новотрясов 54' (пен.) Максим Грисьо 62' | 16 тур        |               | Глядачі: 300 Суддя: Віктор Швецов |  |
|            |                                               |               |               |                                   |  |

| 14.03.2015 | «Дніпро» U-21                                                            | 4 — 1 (3 — 1) | «Металург» U-21               | НТБ «Дніпро», Дніпропетровськ        |  |
| 14.00 +10  | Младен Бартулович 19' (пен.), ,32' Сергій Горбунов 21' Денис Баланюк 58' | 17 тур        | 34' (пен.) Владислав Ігнатьєв | Глядачі: 150 Суддя: Олександр Іванов |  |
|            |                                                                          |               |                               |                                      |  |

| 03.04.2015 | «Ворскла» U-21   | 1 — 2 (0 — 1) | «Дніпро» U-21                     | "Лтава", Полтава                       |  |
| 14.00 +9   | Євген Буднік 60' | 18 тур        | 39' Євген Шахов 56' Денис Баланюк | Глядачі: 200 Суддя: Костянтин Труханов |  |
|            |                  |               |                                   |                                        |  |

| 11.04.2015 | «Дніпро» U-21 | 0 — 0 (0 — 0) | «Металіст» U-21 | "Металург", Новомосковськ          |  |
| 14.00 +18  |               | 19 тур        |                 | Глядачі: 700 Суддя: Микола Балакін |  |
|            |               |               |                 |                                    |  |

| 18.04.2015 | «Олімпік» U-21 | 0 — 4 (0 — 2) | «Дніпро» U-21                                                                                       | "Зміна", Біла Церква            |  |
| 14.00 +12  |                | 20 тур        | 7' Денис Баланюк 21' Бохашвілі Євген Олександрович 50' Олександр Васильєв 89' Святослав Козловський | Глядачі: 200 Суддя: Іван Бондар |  |
|            |                |               | |                                 |  |

| 25.04.2015 | «Дніпро» U-21                                                                  | 3 — 1 (1 — 1) | «Іллічівець» U-21     | "Металург", Новомосковськ              |  |
| 15.00 +23  | Денис Баланюк 45' Бохашвілі Євген Олександрович 58' Сергій Горбунов 74' (пен.) | 21 тур        | 43' Олександр Мандзюк | Глядачі: 700 Суддя: Костянтин Труханов |  |
|            |                                                                                |               |                       |                                        |  |

| 03.05.2015 | «Чорноморець» U-21                                                                 | 3 — 2 (1 — 1) | «Дніпро» U-21                                                 | СОК «Люстдорф», Одеса                  |  |
| 13.00 +13  | Петро Переверза 3' Едуард Григоренко 79' (пен.) Михайліченко Дмитро Андрійович 84' | 22 тур        | 38' (пен.) Бохашвілі Євген Олександрович 57' Максим Третьяков | Глядачі: 200 Суддя: Олександр Головков |  |
|            |                                                                                    |               |                                                               |                                        |  |

| 09.05.2015 | «Дніпро» U-21                                  | 2 — 1 (1 — 0) | «Зоря» U-21        | "Металург", Новомосковськ         |  |
| 13.00 +11  | Денис Баланюк 31' Младен Бартулович 77' (пен.) | 23 тур        | 49' Дмитро Луканов | Глядачі: 300 Суддя: Ярослав Козик |  |
|            |                                                |               |                    |                                   |  |

| 16.05.2015 | «Динамо» U-21                    | 1 — 1 (0 — 0) | «Дніпро» U-21                | НТБ «Динамо», Чапаївка              |  |
| 14.00 +15  | Владислав Калітвінцев 79' (пен.) | 24 тур        | 52' (пен.) Младен Бартулович | Глядачі: 300 Суддя: Анатолій Абдула |  |
|            |                                  |               |                              |                                     |  |

| 23.05.2015 | «Дніпро» U-21 | ? — ? (? — ?) | «Шахтар» U-21 | "Металург", Новомосковськ |  |
|            |               | 25 тур []     |               |                           |  |
|            |               |               |               |                           |  |

| 29.05.2015 | «Говерла» U-21 | ? — ? (? — ?) | «Дніпро» U-21 |  |  |
|            |                | 26 тур []     |               |  |  |
|            |                |               |               |  |  |

### Результати
| М  | Команда       | І  | В  | Н | П  | РМ    | О  |
| -- | ------------- | -- | -- | - | -- | ----- | -- |
| 1  | «Дніпро»      | 24 | 18 | 2 | 4  | 54−16 | 56 |
| 2  | «Динамо»      | 24 | 16 | 6 | 2  | 54−23 | 54 |
| 3  | «Шахтар»      | 24 | 14 | 4 | 6  | 62−26 | 46 |
| 4  | «Ворскла»     | 24 | 14 | 3 | 7  | 43−19 | 45 |
| 5  | «Зоря»        | 24 | 11 | 6 | 7  | 35−25 | 39 |
| 6  | «Металіст»    | 23 | 11 | 4 | 8  | 31−24 | 37 |
| 7  | «Чорноморець» | 23 | 10 | 4 | 9  | 31−29 | 34 |
| 8  | «Карпати»     | 24 | 9  | 5 | 10 | 28−30 | 32 |
| 9  | «Металург»    | 24 | 9  | 4 | 11 | 32−38 | 31 |
| 10 | «Волинь»      | 24 | 9  | 2 | 13 | 38−49 | 29 |
| 11 | «Металург»    | 24 | 8  | 4 | 12 | 41−35 | 28 |
| 12 | «Говерла»     | 24 | 5  | 4 | 15 | 21−62 | 19 |
| 13 | «Іллічівець»  | 24 | 3  | 5 | 16 | 22−57 | 14 |
| 14 | «Олімпік»     | 24 | 2  | 3 | 19 | 22−81 | 9  |

## U-19Група Б
| 27.08.2014 | «Дніпро» U-19 | 2 — 5 | «Металург»(З) U-19 | "Металург", Новомосковськ |  |
|            |               | 2 тур |                    |                           |  |
|            |               |       |                    |                           |  |

| 03.09.2014 | «Ворскла» U-19 | 0 — 3 | «Дніпро» U-19 | "Лтава", Полтава |  |
|            |                | 3 тур |               |                  |  |
|            |                |       |               |                  |  |

| 10.09.2014 | «Дніпро» U-19 | 2 — 3 | «Металіст» U-19 | "Металург", Новомосковськ |  |
|            |               | 4 тур |                 |                           |  |
|            |               |       |                 |                           |  |

| 17.09.2014 | «Чорноморець» U-19 | 1 — 3 | «Дніпро» U-19 | СОК «Люстдорф», Одеса |  |
|            |                    | 5 тур |               |                       |  |
|            |                    |       |               |                       |  |

| 01.10.2014 | «Металург»(З) U-19 | 1 — 3 | «Дніпро» U-19 | НТБ «Металург», Запоріжжя |  |
|            |                    | 7 тур |               |                           |  |
|            |                    |       |               |                           |  |

| 08.10.2014 | «Дніпро» U-19 | 1 — 1 | «Ворскла» U-19 | "Металург", Новомосковськ |  |
|            |               | 8 тур |                |                           |  |
|            |               |       |                |                           |  |

| 15.10.2014 | «Металіст» U-19 | 1 — 3 | «Дніпро» U-19 | НТБ «Металіст», Високе |  |
|            |                 | 9 тур |               |                        |  |
|            |                 |       |               |                        |  |

| 22.10.2014 | «Дніпро» U-19 | 1 — 2  | «Чорноморець» U-19 | "Металург", Новомосковськ |  |
|            |               | 10 тур |                    |                           |  |
|            |               |        |                    |                           |  |

| 05.11.2014 | «Дніпро» U-19 | 2 — 2  | «Металург»(З) U-19 | "Металург", Новомосковськ |  |
|            |               | 12 тур |                    |                           |  |
|            |               |        |                    |                           |  |

| 12.11.2014 | «Ворскла» U-19 | 3 — 4  | «Дніпро» U-19 | "Лтава", Полтава |  |
|            |                | 13 тур |               |                  |  |
|            |                |        |               |                  |  |

| 19.11.2014 | «Дніпро» U-19 | 1 — 1  | «Металіст» U-19 | "Металург", Новомосковськ |  |
|            |               | 14 тур |                 |                           |  |
|            |               |        |                 |                           |  |

| 26.11.2014 | «Чорноморець» U-19 | 2 — 4  | «Дніпро» U-19 | СОК «Люстдорф», Одеса |  |
|            |                    | 15 тур |               |                       |  |
|            |                    |        |               |                       |  |

### Група Б
| М | Команда       | І  | В | Н | П  | РМ    | О  |
| - | ------------- | -- | - | - | -- | ----- | -- |
| 1 | «Металіст»    | 12 | 8 | 1 | 3  | 26−16 | 25 |
| 2 | «Дніпро»      | 12 | 6 | 3 | 3  | 29−22 | 21 |
| 3 | «Чорноморець» | 12 | 6 | 1 | 5  | 20−21 | 19 |
| 4 | «Металург»    | 12 | 5 | 2 | 5  | 23−20 | 17 |
| 5 | «Ворскла»     | 12 | 1 | 1 | 10 | 13−32 | 4  |

### Група 1
| 11.03.2015 | «Дніпро» U-19 | 2 — 1 | «Скала» U-19 | "Металург", Новомосковськ |  |
|            |               | 1 тур |              |                           |  |
|            |               |       |              |                           |  |

| 18.03.2015 | «Чорноморець» U-19 | 1 — 0 | «Дніпро» U-19 | СОК «Люстдорф», Одеса |  |
|            |                    | 2 тур |               |                       |  |
|            |                    |       |               |                       |  |

| 01.04.2015 | «Металіст» U-19 | 1 — 0 | «Дніпро» U-19 | НТБ «Металіст», Високе |  |
|            |                 | 4 тур |               |                        |  |
|            |                 |       |               |                        |  |

| 08.04.2015 | «Дніпро» U-19 | 0 — 1 | «Динамо» U-19 | НТБ «Дніпро», Дніпропетровськ |  |
|            |               | 5 тур |               |                               |  |
|            |               |       |               |                               |  |

| 15.04.2015 | «Дніпро» U-19 | 1 — 6 | «Карпати» U-19 | "Металург", Новомосковськ |  |
|            |               | 6 тур |                |                           |  |
|            |               |       |                |                           |  |

| 18.04.2015 | «Дніпро» U-19 | 0 — 3 | «Шахтар» U-19 | "Металург", Новомосковськ |  |
|            |               | 3 тур |               |                           |  |
|            |               |       |               |                           |  |

| 22.04.2015 | «Зоря» U-19 | 2 — 1 | «Дніпро» U-19 | "Кремінь", Кременчук |  |
|            |             | 7 тур |               |                      |  |
|            |             |       |               |                      |  |

| 29.04.2015 | «Скала» U-19 | 1 — 2 | «Дніпро» U-19 | "Медик", Моршин |  |
|            |              | 8 тур |               |                 |  |
|            |              |       |               |                 |  |

| 06.05.2015 | «Дніпро» U-19 | 3 — 1 | «Чорноморець» U-19 | "Металург", Новомосковськ |  |
|            |               | 9 тур |                    |                           |  |
|            |               |       |                    |                           |  |

| 20.05.2015 | «Дніпро» U-19 | ? — ?     | «Металіст» U-19 |  |  |
|            |               | 11 тур [] |                 |  |  |
|            |               |           |                 |  |  |

| 24.05.2015 | «Шахтар» U-19 | ? — ?     | «Дніпро» U-19 |  |  |
|            |               | 10 тур [] |               |  |  |
|            |               |           |               |  |  |

| 27.05.2015 | «Динамо» U-19 | ? — ?     | «Дніпро» U-19 |  |  |
|            |               | 12 тур [] |               |  |  |
|            |               |           |               |  |  |

| 03.06.2015 | «Карпати» U-19 | ? — ?     | «Дніпро» U-19 |  |  |
|            |                | 13 тур [] |               |  |  |
|            |                |           |               |  |  |

| 10.06.2015 | «Дніпро» U-19 | ? — ?     | «Зоря» U-19 |  |  |
|            |               | 14 тур [] |             |  |  |
|            |               |           |             |  |  |

| М | Команда       | І  | В | Н | П | РМ    | О  |
| - | ------------- | -- | - | - | - | ----- | -- |
| 1 | «Карпати»     | 10 | 6 | 2 | 2 | 23−10 | 20 |
| 2 | «Шахтар»      | 8  | 6 | 2 | 0 | 19−8  | 20 |
| 3 | «Динамо»      | 9  | 5 | 2 | 2 | 11−9  | 17 |
| 4 | «Чорноморець» | 10 | 4 | 3 | 3 | 9−8   | 15 |
| 5 | «Зоря»        | 10 | 4 | 1 | 5 | 10−13 | 13 |
| 6 | «Дніпро»      | 9  | 3 | 0 | 6 | 9−17  | 9  |
| 7 | «Металіст»    | 9  | 2 | 1 | 6 | 6−14  | 7  |
| 8 | «Скала»       | 9  | 1 | 1 | 7 | 10−18 | 4  |